# Balaana obliquebifasciata
Balaana obliquebifasciata är en tvåvingeart som först beskrevs av Macquart 1850.  Balaana obliquebifasciata ingår i släktet Balaana och familjen svävflugor. Inga underarter finns listade i Catalogue of Life.